# كيمياء حاسوبية

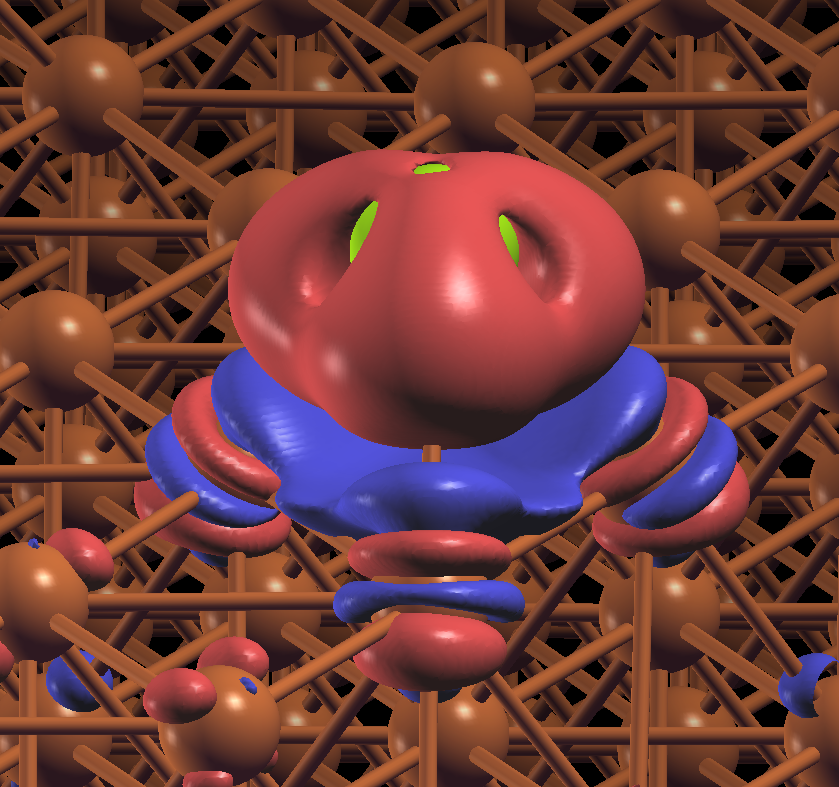

الكيمياء الحاسوبية  أو الكيمياء الحسابية هي فرع من الكيمياء التي تستخدم محاكاة الحاسوب للمساعدة في حل المسائل الكيميائية. كما هو معروف في كيمياء الكم، لا نستطيع أبدا حل معادلة شرودنغر بشكل دقيق وصحيح للأنظمة الكيميائية (مثل الذرات والجزيئات) التي تحتوي على أكثر من إلكترون واحد. بالتالي، تهدف الطرق المستخدمة في الكيمياء الحاسوبية، وهي امتداد مهم للكيمياء النظرية، إلى استخدام تقريبات رياضية فعالة لحل مسائل الكيمياء المختلفة من اجل حساب خصائص عديدة ومهمة للجزيئات مثل الطاقة الكلية، العزم الثنائي القطب، الترددات الاهتزازية، التفاعلية الكيميائية، وغيرها من الخصائص الكيميائية والفيزيائية.
تشكل الكيمياء الحاسوبية علما متداخلا بين الكيمياء ، علوم الحاسب، الفيزياء، والرياضيات، تمكن في النهاية من إيجاد حلول نظرية تقريبية وعملية من اجل فهم ودراسة الكثير من الأنظمة الكيميائية المختلفة.

## مقدمة
مصطلح كيمياء نظرية يمكن أن يزودنا بوصف رياضي للكيمياء، في حين نستخدم مصطلح كيمياء حاسوبية عندما تكون الطريقة الرياضية قم تم تطويرها بشكل كاف ليتم تطبيقها باستخدام [حاسوب]. طبعا نحن لا نتحدث هنا عن حل دقيق أو كامل لأن الدالة الأسية قلة قليلة من مسائل الكيمياء يمكن أن تحل بدقة، تقريبا معظم مسائل الكيمياء يمكن أن توصف بمخطط تحسيبي كمي تقريبي أو كيفي.

من حيث المبدأ، لا يوجد ما يمنع استخدام طريقة دقيقة تماما وتطبيقها على الجزيئات الكيميائية لكن مثل هذه الطرق كلفتها التحسيبية عالية من حيث الموارد المطلوبة والزمن فهي تزداد عامليا مع عدد الإلكترونات (أسرع حتى من.) لذلك فقد تم تطوير عدد كبير من الطرق التقريبية التي توازن بين الدقة والكلفة التحسيبية.الكيمياء الحاسوبية الحالية يمكنها أن تحسب بدقة جيدة وبشكل مكرر خواص الجزيئات التي لا تحوي أكثر من 10-40 إلكترون.أما معالجة الجزيئات التي تحوي عدة دزينات من الإلكترونات تدرس عادة بطرق تقريبية مثل النظرية الدالية للكثافة density functional theory أو (DFT)، لكن ما زال هناك خلاف بين المختصين حول فعالية الطرق الأخيرة الذكر حول وصف التفاعلات الكيميائية المعقدة، مثل تلك التفاعلات في الكيمياء الحيوية
في الكيمياء النظرية، يقوم الفيزيائيون والكيميائيون معا بتطوير خوارزميات وبرمجيات حاسوبية للتنبؤ بالخواص الذرية والجزيئية ومسارات التفاعلات للتفاعلات الكيميائية
بالعكس، يمكن أن يستخدم الكيميائيون الحاسوبيون البرمجيات الحاسوبية والمنهجيات على المسائل الكيميائية الخاصة.

## حزم برمجيات الكيمياء الحاسوبية
| الحزمة          | ميكانيك جزيئي | نصف-تجريبي | هاتري-فوك | طرق بعد هاتري-فوك | نظرية دالية للكثافة | دورية |
| ACES            | N             | N          | Y         | Y                 | N                   | N     |
| ADF             | N             | N          | N         | N                 | Y                   | Y     |
| AMPAC           | N             | Y          | N         | N                 | N                   | N     |
| CADPAC          | N             | N          | Y         | Y                 | Y                   | N     |
| CASTEP          | N             | N          | N         | N                 | Y                   | Y     |
| COLUMBUS        | N             | N          | Y         | Y                 | N                   | N     |
| كريستال (توضيح) | N             | N          | Y         | N                 | Y                   | Y     |
| DALTON          | N             | N          | Y         | Y                 | Y                   | N     |
| GAUSSIAN        | Y             | Y          | Y         | Y                 | Y                   | Y     |
| GAMESS (UK)     | N             | Y          | Y         | Y                 | Y                   | N     |
| GAMESS (US)     | N             | Y          | Y         | Y                 | Y                   | N     |
| جاغوار (توضيح)  | Y             | N          | Y         | Y                 | Y                   | N     |
| MOLCAS          | Y             | Y          | Y         | Y                 | Y                   | N     |
| MOLPRO          | N             | N          | Y         | Y                 | Y                   | N     |
| MOPAC           | N             | Y          | N         | N                 | N                   | Y     |
| MPQC            | N             | N          | Y         | Y                 | Y                   | N     |
| NWChem          | Y             | N          | Y         | Y                 | Y                   | Y     |
| PLATO           | Y             | N          | N         | N                 | Y                   | Y     |
| PQS             | Y             | Y          | Y         | Y                 | Y                   | N     |
| PSI             | N             | N          | Y         | Y                 | N                   | N     |
| TURBOMOLE       | N             | N          | Y         | Y                 | Y                   | N     |
| Q-Chem          | N             | N          | Y         | Y                 | Y                   | N     |
| VASP            | N             | Y          | N         | N                 | N                   | N     |